# Hôpital Saint-Antoine
Hôpital Saint-Antoine è un ospedale universitario dell'Assistance Publique - Hôpitaux de Paris (AP-HP) situato nel XII arrondissement di Parigi al 184, rue du Faubourg-Saint-Antoine. Fa parte del gruppo ospedaliero-universitario AP-HP–Sorbonne Université.
Durante la pandemia di COVID-19, l'ospedale Saint-Antoine ha partecipato alla ricerca terapeutica, in particolare allo studio clinico Corimuno-plasm (plasmaterapia), con il team di Karine Lacombe.